# (7016) Conandoyle
(7016) Conandoyle es un asteroide perteneciente al cinturón de asteroides descubierto el 30 de diciembre de 1991 por Takeshi Urata desde el Observatorio de Nihondaira, Shimizu-ku, Japón.

## Designación y nombre
Designado provisionalmente como 1991 YG. Fue nombrado en memoria de Arthur Conan Doyle (1859-1930), quien educado como médico y nacido en Escocia, se hizo famoso por sus aventuras de Sherlock Holmes y el género de las historias policíacas. Sus otras obras más conocidas incluyen Un estudio en escarlata (1886), El mundo perdido (1912) y The Poison Belt (1913).

## Características orbitales
Conandoyle está situado a una distancia media del Sol de 2,265 ua, pudiendo alejarse hasta 2,660 ua y acercarse hasta 1,870 ua. Su excentricidad es 0,174 y la inclinación orbital 4,338 grados. Emplea 1245,08 días en completar una órbita alrededor del Sol.

## Características físicas
La magnitud absoluta de Conandoyle es 14,29. Tiene 4,085 km de diámetro y su albedo se estima en 0,320. 